# Hopalong Cassidy

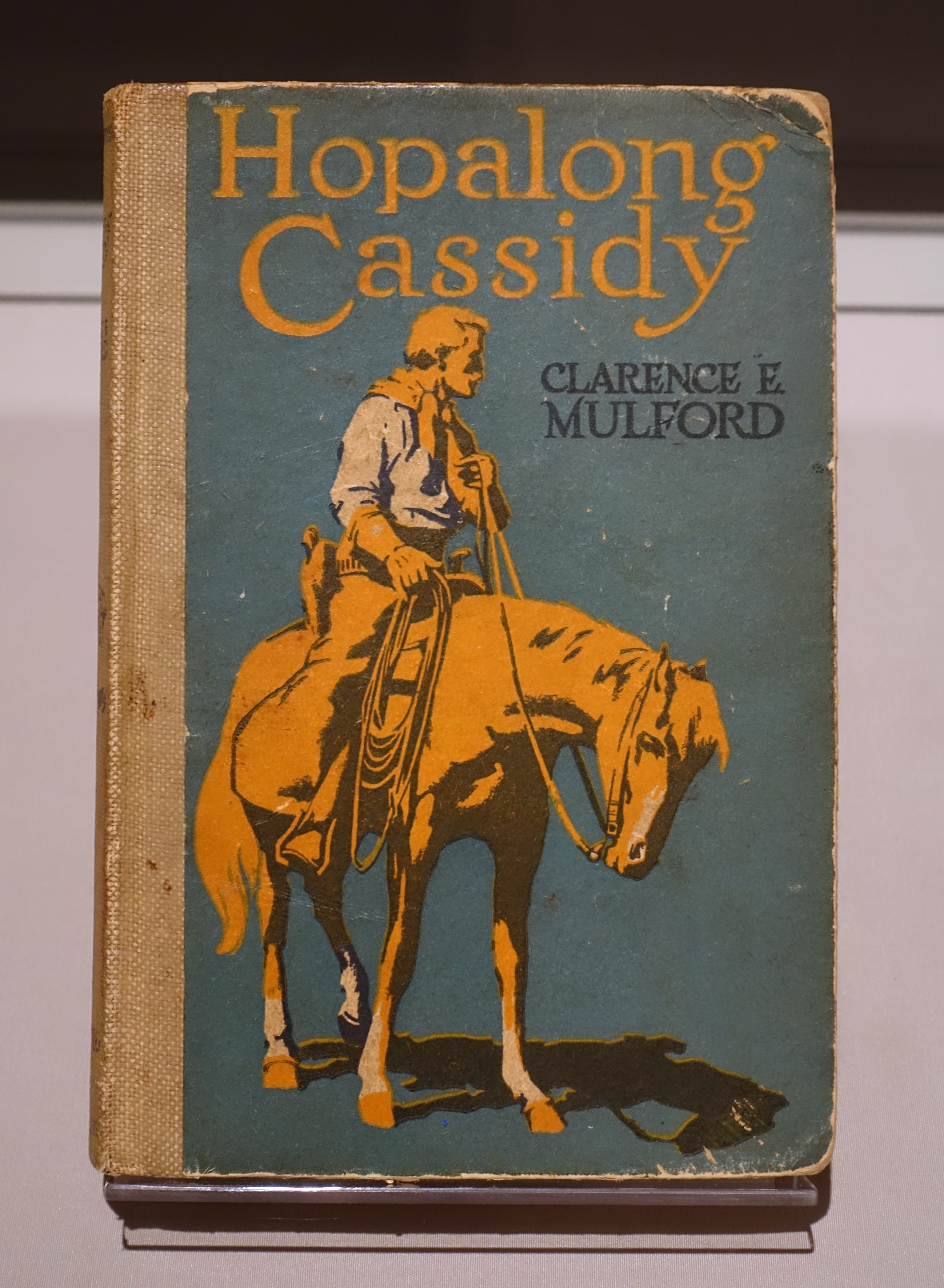
Capa do primeiro livro da série

Hopalong Cassidy é um cowboy fictício criado em 1904 por Clarence E. Mulford, que escreveu vinte e oito contos populares sobre o personagem até 1941. Outros quatro foram escritos por Louis L'Amour. Em 2005 foram publicadas novas histórias pela escritora Susie Coffman. Mas o personagem é mais conhecido pelos sessenta e seis faroestes B, todos interpretados pelo ator William Boyd, produzidos entre 1935 e 1948.
O herói foi capa das revistas Look, Life e Time.

## A série Hopalong Cassidy

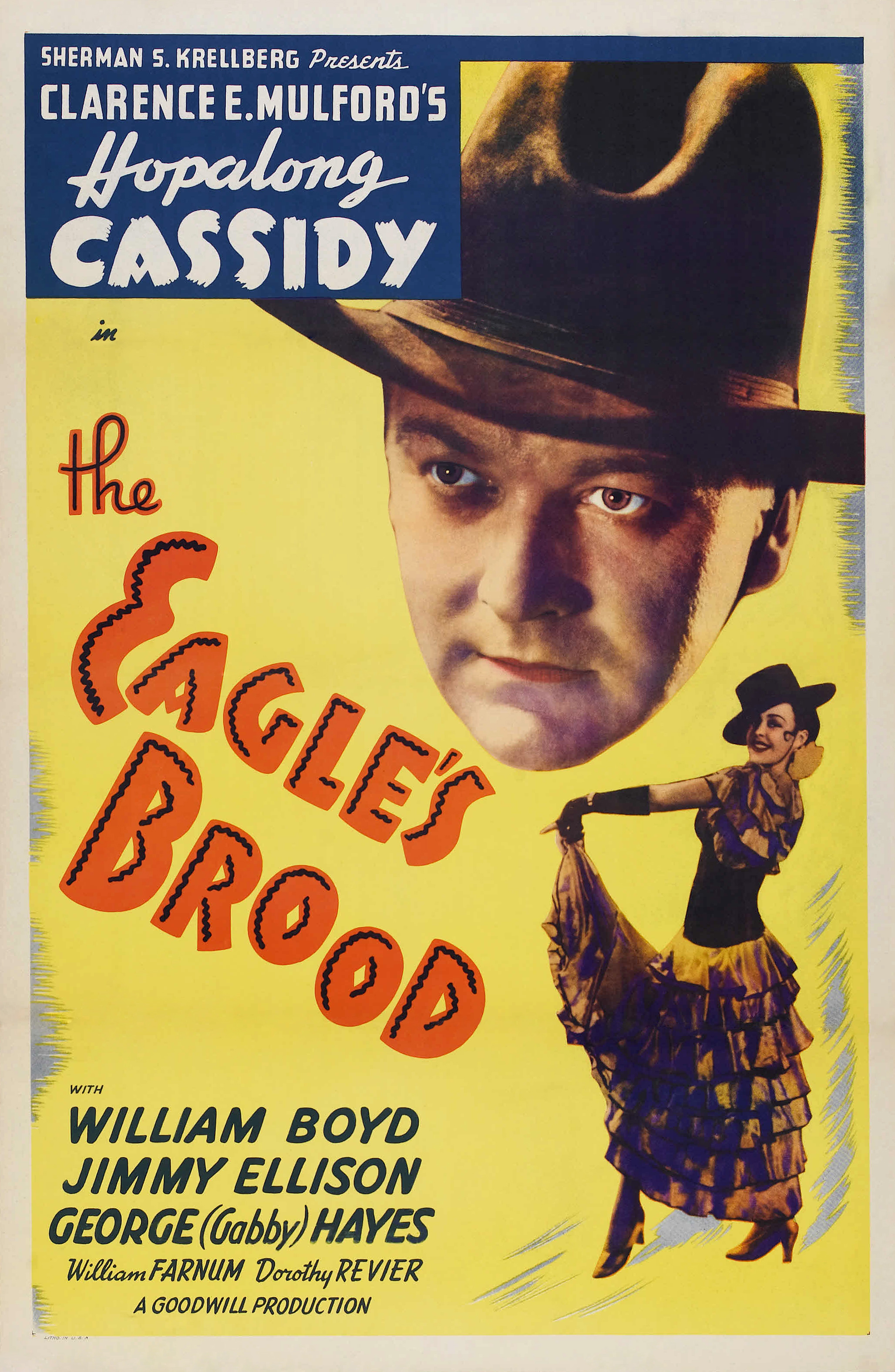
Pôster do filme The Eagle's Brood (1935)

- Estando já com quarenta anos e não sabendo montar, Boyd deveria fazer o papel do bandido Buck Peters, não o do herói, na concepção do produtor Harry "Pop" Sherman; Boyd, no entanto, viu ali uma grande oportunidade de renascer artisticamente e comprometeu-se a aprender equitação e a deixar a bebida enquanto durasse seu contrato.
- Com exceção do primeiro filme, todos os seguintes mostraram um Hopalong Cassidy muito diferente daquele imaginado pelo escritor Clarence E. Mulford: nos livros, ele era grosseiro, ignorante, amante do cigarro e do jogo; Boyd transformou-o em um gentil-homem, fino e sem vícios; além disso, sempre deixava os bandidos atirar primeiro e preferia capturá-los, não matá-los. Por outro lado, Mulford acabou reescrevendo muitas de suas primeiras obras com o fim de tornar o personagem mais próximo daquele mostrado no cinema.
- A série utilizava a fórmula da trinca de heróis, popularizada mais tarde como trio Western: além de Cassidy, havia um personagem mais jovem, encarregado das cenas românticas, e outro, já idoso, para os momentos de humor. O primeiro foi interpretado inicialmente por Jimmy Ellison, que fez sete filmes. Ellison foi substituído sucessivamente por Russell Hayden (vinte e sete), Brad King (cinco), Jay Kirby (cinco), Jimmy Rogers (seis), George Reeves (um) e Rand Brooks (doze). Já o papel do velhinho engraçado foi entregue ao onipresente George "Gabby" Hayes, que desempenharia essas mesmas funções para Gene Autry e, principalmente, Roy Rogers. Hayes saiu depois de vinte e duas fitas, sendo substituído por Britt Wood (quatro, com pouco destaque) e Andy Clyde (trinta e seis).
- Como em todo faroeste B, o cavalo do mocinho é sempre um elemento importante. O de Cassidy se chamava Topper, um belo palomino branco. Porém, diferentemente do Tarzan de Ken Maynard e até do Trigger de Roy Rogers, ele não "atuava", limitando-se a levar o herói para onde fosse necessário.
- Lesley Selander dirigiu vinte e quatro filmes da série; outros diretores foram Howard Bretherton, Derwin Abrahams, Nate Watt e George Archainbaud, que dirigiu os doze últimos.
- Os livros de Mulford forneceram os argumentos das dezenove primeiras películas; daí em diante, vários roteiristas foram chamados para produzir material inédito.
- De um modo geral, os filmes começavam com um pouco de ação, em seguida vinha uma grande parte mais calma, culminando com um longo climax agitado.
- Em 1944, diante do aumento nos custos, Harry "Pop" Sherman desistiu da série; então, Boyd adquiriu os direitos do personagem e, entre 1946 e 1948, produziu mais doze fitas. As duas primeiras, Rastilho de Pólvora (Fools Gold) e Dedo no Gatilho (The Devil's Playground), mantiveram a qualidade das produções anteriores; no entanto, o mesmo não se pode dizer das seguintes, onde ficava clara a economia nos custos.

### Filmografia
Os títulos em português se referem às exibições no Brasil.
| - Vida e Aventura (Hop-A-Long Cassidy, 1935) - Olho de Águia (The Eagle's Brood, 1935) - Sinal de Fogo (Bar 20 Rides Again, 1935) - A Última Testemunha (Call of the Prairie, 1936) - Três Sobre a Pista (Three on the Trail, 1936) - Corações Errantes (Heart of the West, 1936) - O Herói de Sempre (Hopalong Cassidy Returns, 1936) - Missão Bem Cumprida (Trail Dust, 1936) - O Herói da Fronteira (Borderland, 1937) - A Sombra da Lei (Hills of Old Wyoming), 1937) - Vingança de Irmão (North of the Rio Grande, 1937) - O Fim da Quadrilha (Rustler's Valley, 1937) - O Estouro da Boiada (Hopalong Rides Again, 1937) - Laçada do Destino (Texas Trail, 1937) - Heróis do Rancho (Partners of the Plains, 1938) - A Única Testemunha (Cassidy of Bar 20, 1938) - Coração do Arizona (Heart of the Arizona, 1938) - A Mina Misteriosa (Bar 20 Justice, 1938) - Sob o Céu do Oeste (Pride of the West, 1938) - Felicidade em Brumas (In Old Mexico, 1938) - A Mestra Rural (The Frontiersmen, 1938) - O Tolo Esperto (Sunset Trail, 1939) - Uma Cartada Afoita (Silver on the Sage, 1939) - A Sombra do Passado (The Renegade Trail, 1939) - O Homem Prático (Range War, 1939) - A Lei dos Pampas (Law of the Pampas, 1939) - Os Caminhos de Santa Fé (Santa Fe Marshall, 1940) - O Trunfo de Paris (The Showdown, 1940) - Piratas de Estrada (Hidden Gold, 1940) - Ferradura Fatal (Stagecoach War, 1940) - Three Men from Texas, 1940 - Caravana de Emboscada (Doomed Caravan, 1941) - Cartucho Acusador (In Old Colorado, 1941) | - Fronteiras Perigosas (Border Vigilantes, 1941) - Piratas a Cavalo (Pirates on Horseback, 1941) - Cidade Sem Justiça (Wide Open Town, 1941) - Lenhadores de Improviso (Riders of the Timberline, 1941) - Fogo Cruzado (Twilight on the Trail, 1941) - Vaqueiro Detetive (Stick to Your Guns, 1941) - Três Vaqueiros da Arábia (Outlaws of the Desert, 1941) - Secrets of the Wasteland, 1941 - O Protetor (Undercover Man, 1942) - Mantenho a Ordem (Hoppy Serves a Writ, 1943) - Patrulha Fronteiriça (Border Patrol, 1943) - Mineiro Misterioso (The Leather Burners, 1943) - Revólveres e Laços (Colt Comrades, 1943) - Fazenda 20 (Bar 20, 1943) - O Enganador (False Colors, 1943) - Cavaleiro da Fronteira (Riders of the Deadline, 1943) - Desfiladeiro Perdido (Lost Canyon, 1943) - O Impostor do Texas (Texas Masquerade, 1944) - Justiça a Muque (Lumberjack, 1944) - Bandoleiro Misterioso (Mystery Man, 1944) - Quarenta Ladrões (Forty Thieves, 1944) - Rastilho de Pólvora (Fool's Gold, 1946) - Dedo no Gatilho (The Devil's Playground, 1946) - À Bala e a Galope (Unexpected Guest, 1947) - Justiça do Gatilho (Dangerous Venture, 1947) - A Bala Vingadora (The Marauders, 1947) - Meu Revólver é Lei (Hoppy's Holliday, 1948) - A Voz das Sete Balas (Silent Conflict, 1948) - Bandoleiro do Arizona (The Dead Don't Dream, 1948) - Querm Manda é o Revólver (Sinister Journey, 1948) - A Lei do Faroeste (Borrowed Trouble, 1948) - O Vingador do Texas (False Paradise, 1948) - Galope Selvagem (Strange Gamble, 1948) |

## Televisão e rádio
Entre 1949 e 1951, Boyd estrelou uma série de televisão e entre 1950 e 1952, um programa de rádio.

## Literatura
Louis L'Amour escreveu quatro romances de Hopalong Cassid. Em 2005, a escritora Susie Coffman publicou "Follow Your Stars", novas histórias estrelados pelo personagem. Em três dessas histórias, Coffman colocou a esposa do ator William Boyd nas histórias.

## Histórias em quadrinhos
O personagem foi adaptado para revista em quadrinhos e tiras de jornal, em 1937, a revista britânica "Modern Boy" publicou três quadrinizações de filmes de Cassidy: Hills of Old Wyoming, Borderland e North of the Rio Grande, todas ilustradas por J. H. Valda.
A Fawcett Comics iniciou a publicação do personagem em Master Comics #33 (2 de dezembro de 1942), em 1943 ganhou um título próprio, também foi publicado nas revistas Real Western Hero (anteriormente chamada de Wow Comics e depois renomeada de novo como Western Hero) e Six Gun Heroes, a editora também publicava uma revista baseada no ator William Boy, "Bill Boyd Western", publicada entre 1950 e 1952 a revista solo de Cassidy foi publicada até 1954, quando a editora editora deixou o mercado de quadrinhos, após a ação “National Comics Publications v. Fawcett Publications”. A DC Comics assumiu o título no mesmo ano, começando na edição 86, e terminando na edição 135, publicada em 1959.
Mirror Enterprises Syndicate distribuiu uma tira de jornal, ilustrada por Dan Spiegle, iniciada em 1949, em 1951, passou a ser distribuída pela King Features Syndicate até 1955, quando a tira foi cancelada.
Os quadrinhos de Cassidy foram publicados no Brasil pela revista "O Guri", dos Diários Associados, a partir de 1948 e pela Órbis em 1953 tendo sido publicado também na revista Shazam! do jornal O Globo (mais tarde assumida pela Rio Gráfica Editora.

## Ligações Externas
- «Site Oficial de Hopalong Cassidy» (em inglês)
- «Wiliam Boyd e Hopalong Cassidy» (em inglês)
- Hopalong Cassidy (em inglês) no IMDb